# Drosophila maracaya
Drosophila maracaya este o specie de muște din genul Drosophila, familia Drosophilidae, descrisă de Wheeler în anul 1957.
Este endemică în Venezuela. Conform Catalogue of Life specia Drosophila maracaya nu are subspecii cunoscute.